# Municipio de Culpepper
El municipio de Culpepper (en inglés: Culpepper Township) es un municipio ubicado en el condado de Van Buren en el estado estadounidense de Arkansas. En el año 2010 tenía una población de 362 habitantes y una densidad poblacional de 6,77 personas por km².

## Geografía
El municipio de Culpepper se encuentra ubicado en las coordenadas 35°32′2″N 92°30′5″O / 35.53389, -92.50139. Según la Oficina del Censo de los Estados Unidos, el municipio tiene una superficie total de 53.49 km², de la cual 53,11 km² corresponden a tierra firme y (0,71 %) 0,38 km² es agua.

## Demografía
Según el censo de 2010, había 362 personas residiendo en el municipio de Culpepper. La densidad de población era de 6,77 hab./km². De los 362 habitantes, el municipio de Culpepper estaba compuesto por el 96,13 % blancos, el 1,66 % eran amerindios, el 0,55 % eran de otras razas y el 1,66 % eran de una mezcla de razas. Del total de la población el 1,1 % eran hispanos o latinos de cualquier raza.